# Scatella balioptera
Scatella balioptera är en tvåvingeart som först beskrevs av Wayne N. Mathis och Shewell 1978.  Scatella balioptera ingår i släktet Scatella och familjen vattenflugor. Inga underarter finns listade i Catalogue of Life.